# Ganz unten, ganz oben
Ganz unten, ganz oben ist ein deutsches Sozialdrama aus dem Jahr 1999 mit Marianne Sägebrecht und Dietmar Bär in den Hauptrollen. Der Regisseur Matti Geschonneck wurde im Jahr 2000 für den 3Sat Audience Award des Baden-Baden TV Film Festivals nominiert. Der Film wurde von Claussen+Wöbke Filmproduktion produziert. Premierendatum für Deutschland war der 17. Dezember 1999.

## Inhalt
Elli Schulze ist Kassiererin in einer Bank und eine überaus gutmütige Person. Doch ein Kredit für ihren ehemaligen Mann treibt sie in die Schuldenfalle. Nachdem in der Kasse der Bank auch noch Geld fehlt, wird Elli verdächtigt, das Geld genommen zu haben. Ihre Wohnung wird gekündigt und sie steht auf der Straße. In ihrer Verzweiflung klettert sie auf einen Baukran, um sich das Leben zu nehmen. Der Kranführer Stadtler hindert sie daran und gibt ihr Halt für die nächsten Schritte. Ihre Schwester und ihr Schwager, der Rechtsanwalt von Beruf ist, helfen ihr die Klage auf Wiedereinstellung durchzufechten.

## Kritiken
„Das Drehbuch von Hannah Hollinger kennt kein Erbarmen. […] Marianne Sägebrecht balanciert in ihrer Rolle sensibel zwischen Herzensgüte, Gutgläubigkeit und Hoffnung.“

„Gefühlvolles Porträt einer Außenseiterin, die sich gegen das Schicksal stemmt.“

„Marianne Sägebrecht überzeugt einmal mehr in ihrer Paraderolle als großherzige Frau, der das Leben übel mitspielt. Die herzerwärmende Story, von Regisseur Matti Geschonneck routiniert inszeniert, unterhält aufs Beste.“